# سيمي لينتون
سيمي لينتون هي مستشارة فنية أمريكية ومؤلفة ومخرجة أفلام وناشطة. يركز عملها على فنون الإعاقة ودراسات الإعاقة والطرق التي يمكن بناءً عليها جلب حقوق الإعاقة ووجهات نظر العدالة المتعلقة بالإعاقة إلى الفنون.

## حياتها المهنية
كانت لينتون عضوًا في هيئة التدريس بكلية هانتر بجامعة مدينة نيويورك من عام 1985 إلى عام 1998 وكانت المدير المشارك لندوة الجامعة في دراسات الإعاقة في جامعة كولومبيا من عام 2003 إلى عام 2007 وأيضاً باحثة زائرة رئاسية لجامعة هوفسترا في عام 2006. كانت باحثة زائرة في مركز دراسات الإعاقة وقسم الإعلام والثقافة والاتصال بجامعة نيويورك من عام 2021 إلى عام 2024 حيث أدارت مشروع إعلان فنون الإعاقة الممول من فورد وميلون. حصلت على ميدالية التميز من كلية بارنارد في عام 2015 ودكتوراه فخرية في الآداب من كلية ميدلبري في عام 2016.
في عام 1998 أسست شركة استشارات الإعاقة والفنون. ومنذ ذلك الحين عملت لينتون مع منظمات مثل فناني الولايات المتحدة ومتحف ويتني للفن الأمريكي وتحالف الإدماج في الفنون ورقص جيبني والمسرح العام ورقص/نيويورك ومهرجان مارغريت ميد السينمائي وغيرها من المؤسسات الثقافية والناشطة والأكاديمية.
في عام 2014 أنتجت لينتون وكريستيان فون تيبيلسكيرش وأخرجا الفيلم الوثائقي دعوة للرقص. وقد استند الفيلم جزئيًا على مذكرات لينتون "ماي بادي بوليتك" وتاريخها الطويل في النشاط. كما عرض الفيلم لأول مرة في مهرجان سانتا باربرا السينمائي الدولي في عام 2014 حيث رشحه صندوق سانتا باربرا لجائزة العدالة الاجتماعية.
عين عمدة مدينة نيويورك بيل دي بلاسيو لينتون في لجنة استشارية للشؤون الثقافية لمدينة نيويورك (2015) ولجنة شي بيلت أن واي سي (2018).

## المنشورات
- لينتون سيمي (2006). جسدي السياسي مطبعة جامعة ميشيغان(ردمك 978-0-472-11539-6)
- لينتون سيمي (1988). المطالبة بالإعاقة مطبعة جامعة نيويورك(ردمك 978-0-8147-5134-3)